# 盧卡·馬羅內
盧卡·馬羅內（義大利語：Luca Marrone；1990年3月28日—）是一位意大利足球運動員，場上司职中場，現效力於意乙球队蒙沙。他在8歲時就已經加盟尤文圖斯的青訓系統。